# Stary Sącz
Stary Sącz (česky historicky Starý Sadec,
německy Alt Sandez) je město a sídlo stejnojmenné městské a vesnické gminy v jižním Polsku v Malopolském vojvodství v okrese Nowy Sącz. Rozkládá se na ploše 15 km² v nadmořské výšce 320 metrů. V roce 2024 zde žilo 8 701 obyvatel.

## Geografie
Stary Sącz leží na při pravém břehu řeky Dunajec u jejího ústí do řeky Poprad, v „Sądecké kotlině“. Sousedními obcemi jsou město Nowy Sącz na severovýchodě, Moszczenica Niżna a Barcice Dolne na jihu, Stadła, Podegrodzie a Mostki na západě, Podrzecze na severu.

## Historie
V roce 1257 daroval kníže Boleslav V. Stydlivý zdejší panství své ženě Kinze Polské. K tomuto datu se také udává vznik obce. V roce 1358 získal Stary Sącz Magdeburské právo.

## Pamětihodnosti
- Bývalý klášter klarisek

## Galerie

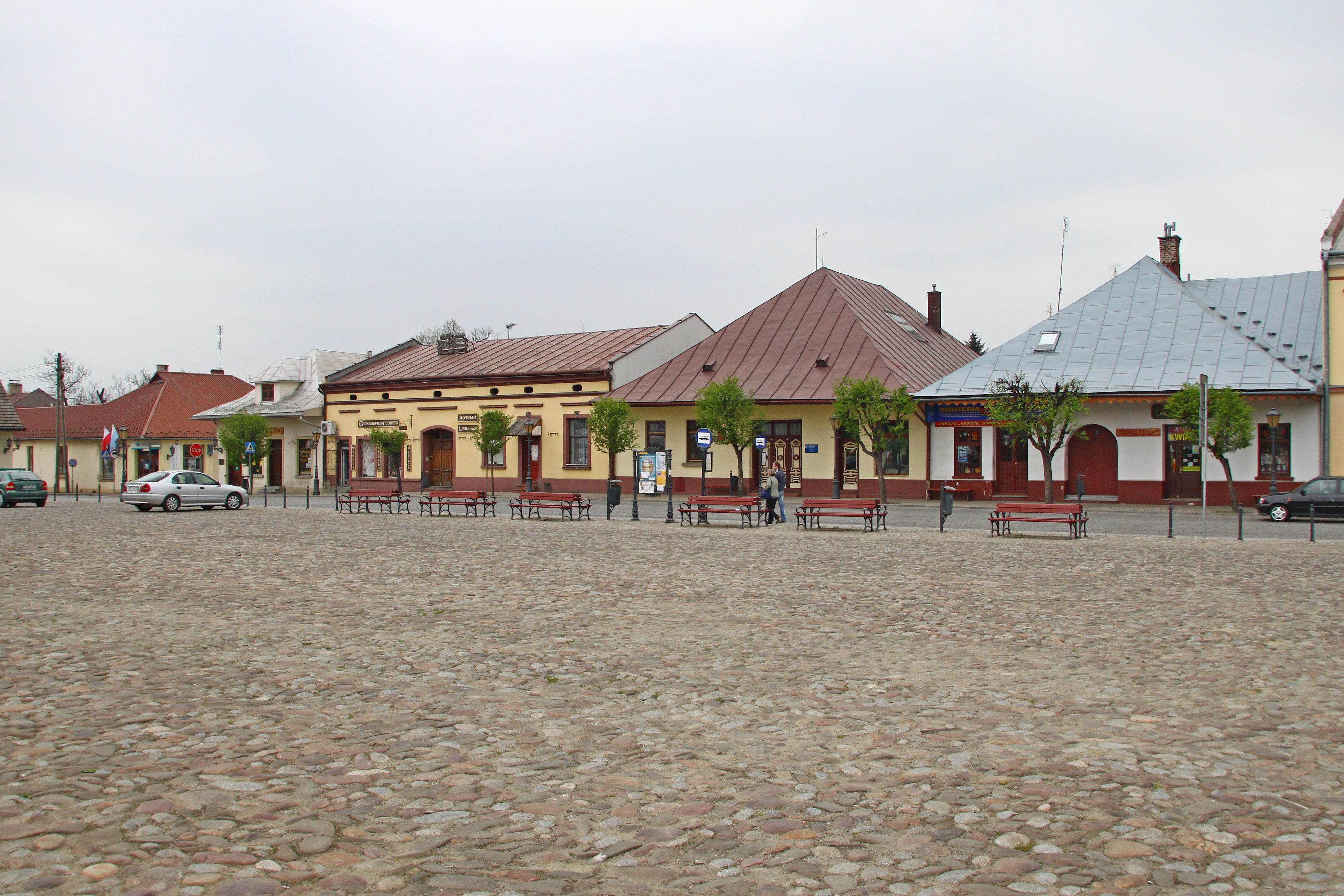
Fragment náměstí
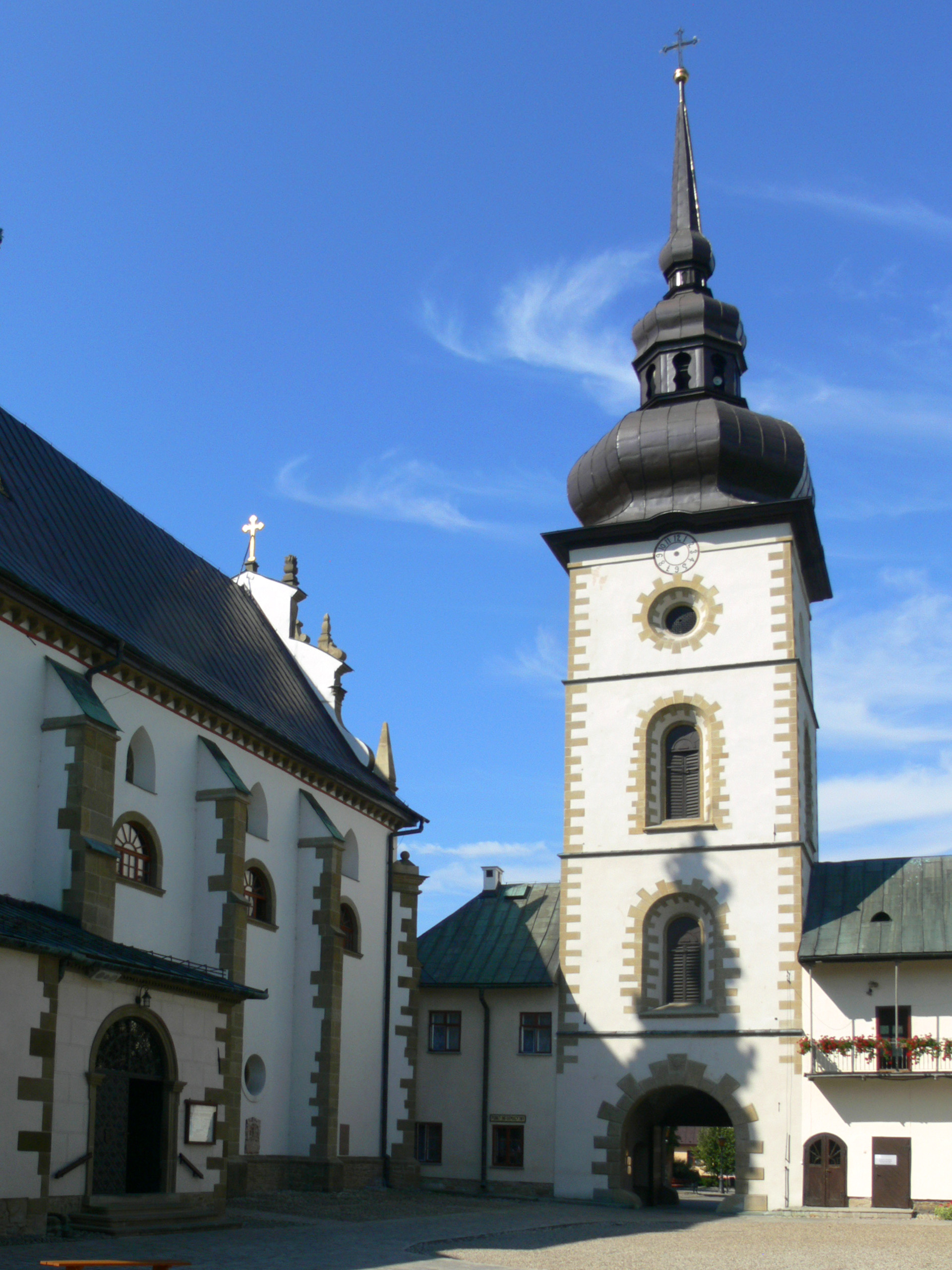
Klášter klarisek
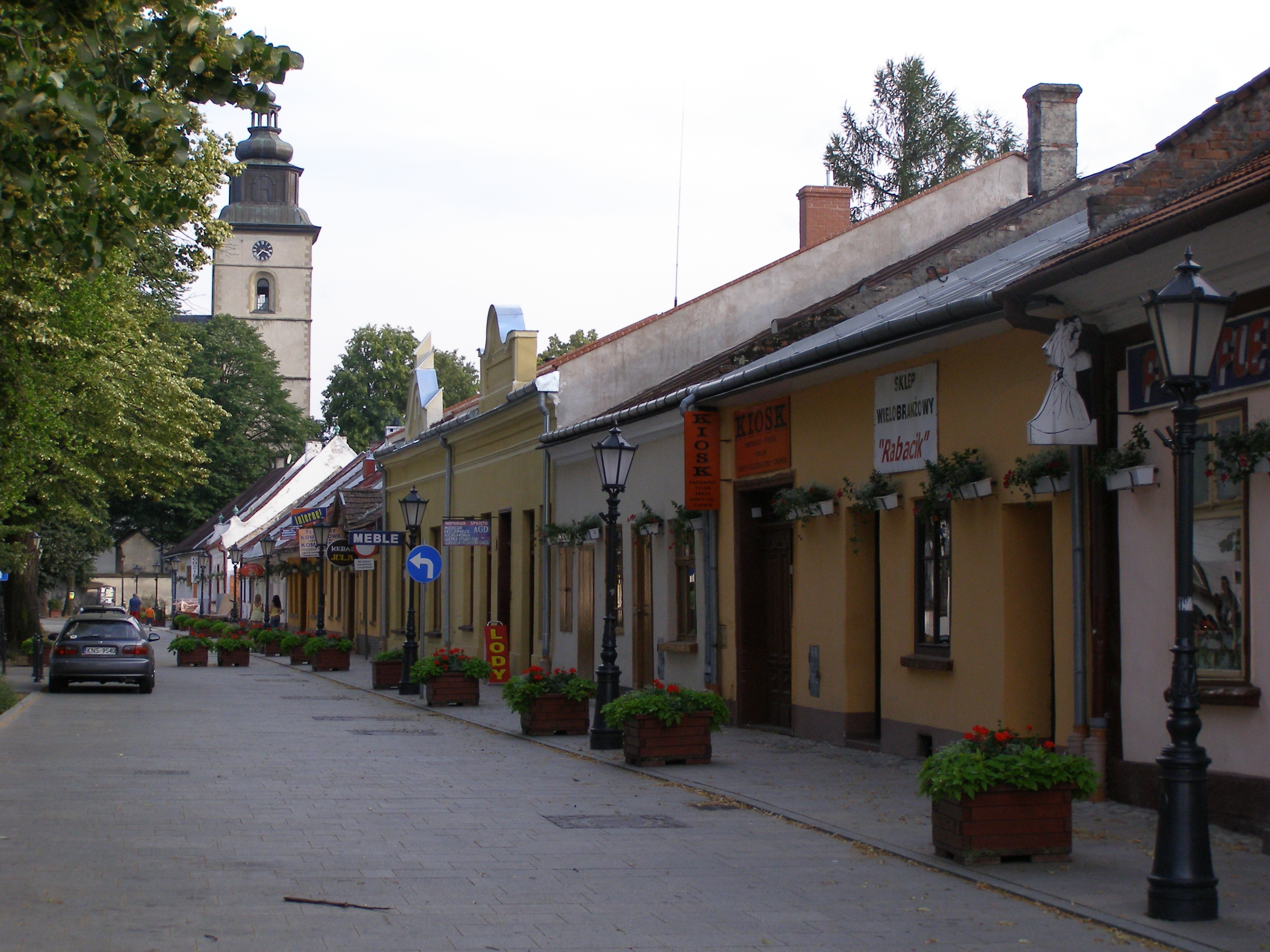
Kasimirova ulice
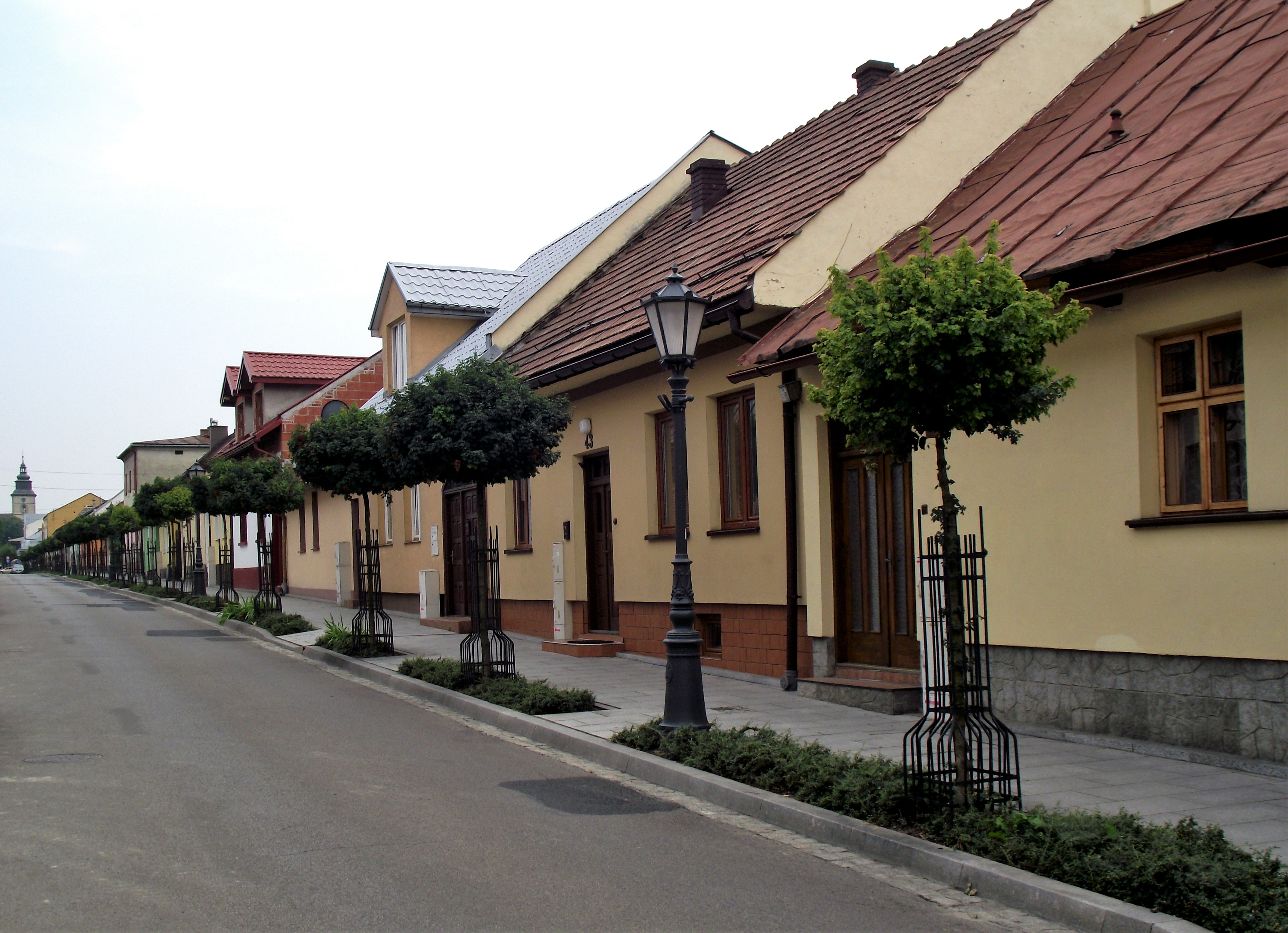
Ulice 11. listopadu
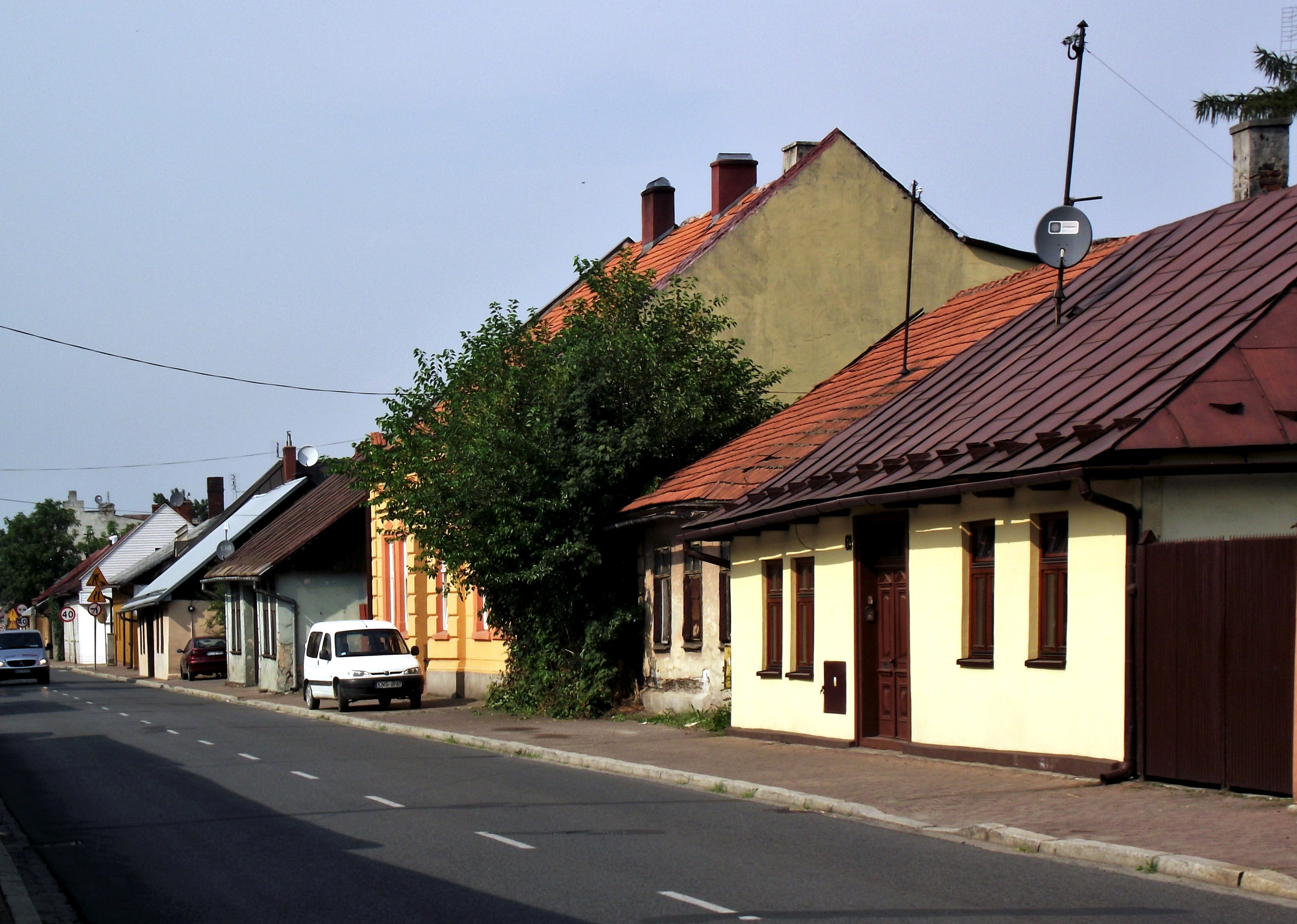
Ulice Jana Sobieského

## Partnerská města
- Čuhujiv, Ukrajina
- Levoča, Slovensko